# Le Voyage de monsieur Perrichon (téléfilm)
Pour les articles homonymes, voir Le Voyage de monsieur Perrichon (homonymie).
Pour plus de détails, voir Fiche technique et Distribution.
Le Voyage de monsieur Perrichon est un téléfilm français réalisé par Éric Lavaine, adapté de la pièce d'Eugène Labiche.

## Synopsis
Ce téléfilm reprend fidèlement l'histoire de la pièce de théâtre.
Monsieur Perrichon emmène sa femme et sa fille en train pour aller à Chamonix. Ils rencontrent deux jeunes hommes tous deux amoureux de la fille Henriette et qui souhaitent profiter de ce séjour dans l'intention de demander sa main à son père. Ces deux hommes, Armand et Daniel, deviennent rivaux, et tentent d'accompagner Monsieur Perrichon dans ses escapades en montagne.

## Fiche technique
- Titre  original : Le Voyage de monsieur Perrichon
- Réalisation : Éric Lavaine
- Scénario : Éric Lavaine et Héctor Cabello Reyes, d'après l'œuvre d'Eugène Labiche
- Production : Dominique Ambiel et Charlotte Guenin (A Prime Group), François Cornuau et Vincent Roget (Same Player), avec la participation de France télévisions
- Image : François Hernandez
- Montage : Vincent Zuffranieri
- Musique : Ana Giorgiu-Bondue
- Chef opérateur son : François de Morant
- Chef décoratrice : Isabelle Quillard
- Créatrice des costumes : Brigitte Faur Perdigou
- Lieux de tournage : Chamonix-Mont-Blanc et Cordon (Haute-Savoie)
- Pays d'origine :  France
- Durée : 1 h 30
- Genre : comédie
- Diffusion :
  -  26 décembre 2014, sur La Une.
  -  27 décembre 2014 sur France 3

## Distribution
- Didier Bourdon : Monsieur Perrichon
- Nathalie Cerda : Madame Perrichon
- Noémie Merlant : Henriette
- Pierre Moure : Armand
- Gilian Petrovski : Daniel
- Lionnel Astier : Le Commandant
- Jean-Michel Lahmi : Jean
- François Jérosme : L'aubergiste
- Ludovic Pinette : Le Chef de gare
- Franck Adrien : Le Brigadier
- David Motte : Un chasseur à pied (ce ne peut être un chasseur alpin, puisque la spécialisation est créée par décret le 24 décembre 1888, or l'action se situe en 1860)